# Chris Messina
Chris Messina, född 11 augusti 1974 i Northport i New York, är en amerikansk skådespelare som verkat inom TV, film och på teaterscenen.
Messina har bland annat medverkat i filmerna  Vicky Christina Barcelona  (2008), Julie & Julia (2009) och Argo (2012). På TV har han bland annat synts i The Newsroom och The Mindy Project.
Han har en relation med filmproducenten Jennifer Todd och tillsammans har de två barn.

## Filmografi i urval
- 2005 – Six Feet Under (TV-serie) (6 avsnitt)
- 2008 – Brudens bäste man
- 2008 – Vicky Cristina Barcelona
- 2009 – Julie & Julia
- 2009 – Away We Go
- 2010 – Greenberg
- 2010 – Devil
- 2011–2012 – Damages (TV-serie) (16 avsnitt)
- 2011 – Like Crazy
- 2012–2014 – The Newsroom (TV-serie)
- 2012 – Argo
- 2012 – Ruby Sparks
- 2012 – Kärlek i Detroit
- 2012 – Celeste & Jesse Forever
- 2012–2015 – The Mindy Project (TV-serie)
- 2021 – I Care a Lot
- 2023 – Air
- 2024 – Juror No. 2